# 扎吉里亞 (特盧馬奇區)
48°54′34″N 25°2′38″E / 48.90944°N 25.04389°E
扎吉里亞（烏克蘭語：Загір'я），是烏克蘭西部的村莊，隸屬伊萬諾-弗蘭科夫斯克州的伊萬諾-弗蘭科夫斯克區。該村面積4.16平方公里，2001年人口123，人口密度每平方公里29.6人。